# Cañón basculante

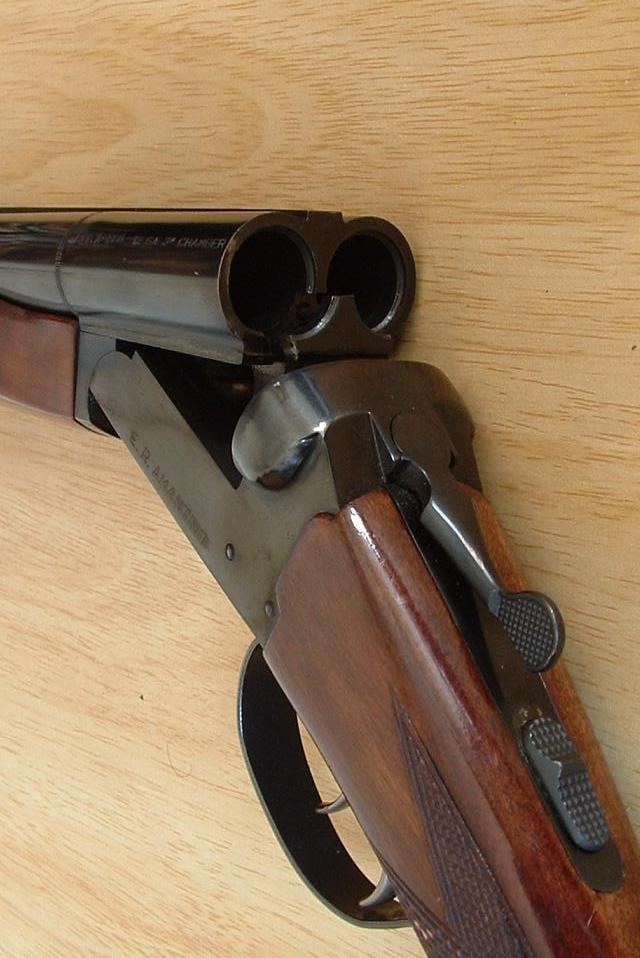
Acercamiento del cañón basculante de una típica escopeta de dos cañones, abierto y con el extractor visible. También pueden verse la palanca de apertura y el botón del seguro.

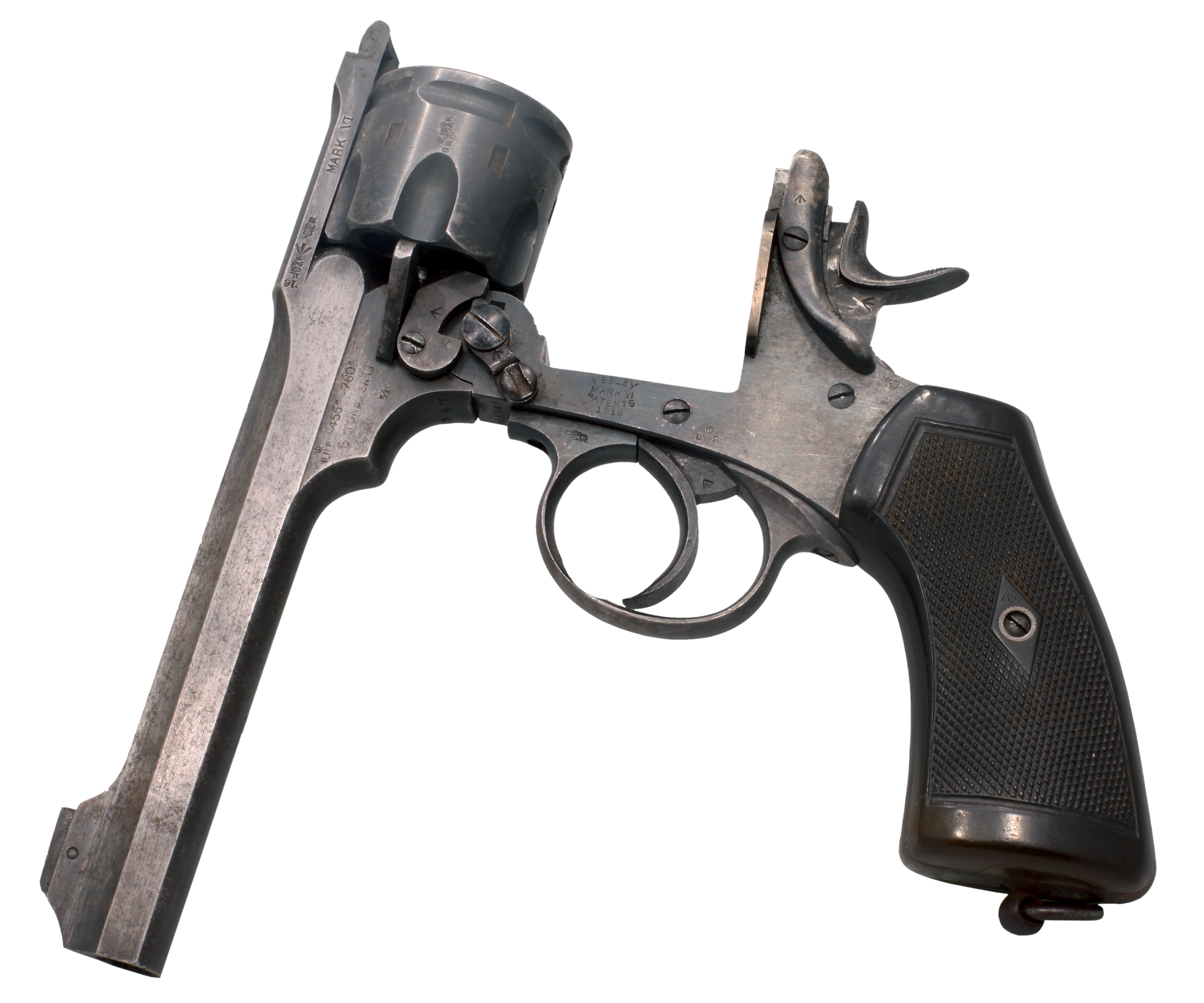
El revólver Webley es un revólver británico clásico con cañón basculante.

El cañón basculante es un tipo de acción de arma de fuego, donde el cañón o los cañones tienen una bisagra y giran perpendicularmente a su eje para exponer la recámara y permitir la carga y recarga de cartuchos. Puede necesitarse una operación aparte para amartillar el arma y disparar el nuevo cartucho. Hay muchos tipos de armas con cañón basculante; los cañones basculantes son comunes en escopetas de dos cañones, fusiles dobles y armas combinadas, así como en fusiles monotiro, pistolas (especialmente en las Derringer) y escopetas, empleándose también en  pistolas de bengalas, lanzagranadas, armas de aire comprimido y algunos revólveres antiguos. 

## Descripción

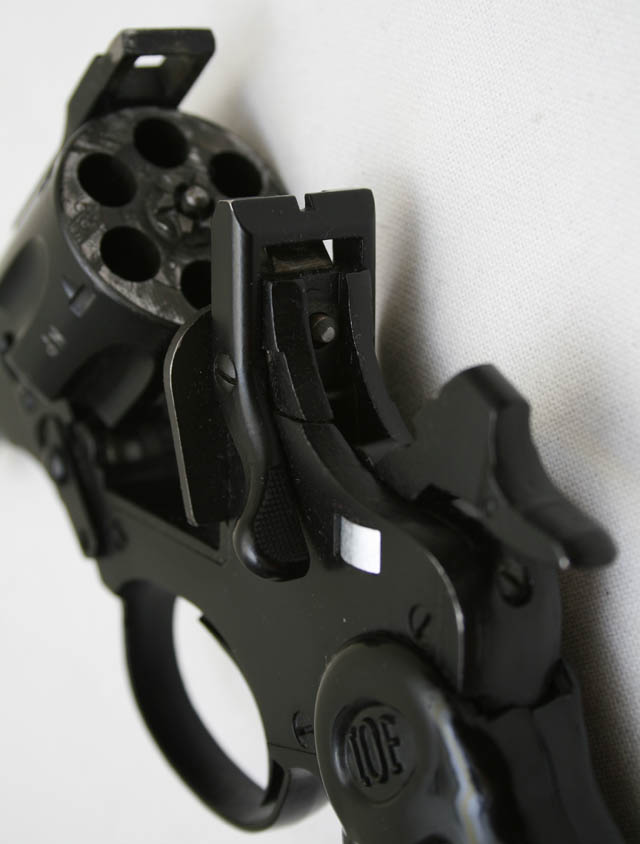
Acercamiento de un revólver con cañón basculante.

Un sustancial pasador une las dos partes del fusil o la escopeta; el cajón de mecanismos con la culata y el guardamanos con el cañón, que contiene el cartucho que será disparado. En algunos casos el pasador puede retirarse fácilmente, permitiendo que las dos porciones del arma sean almacenadas de forma compacta y segura. En otros casos, la bisagra es un gancho sobre un pasador; soltando un retén auxiliar se obtendrá el recorrido necesario del cañón para desacoplarse.
Para cargar el arma, se acciona un retén que hace bascular el cañón y deja la recámara al descubierto. Se inserta un cartucho en la recámara (dos en una escopeta de dos cañones y de seis a ocho en un revólver), se cierra el mecanismo y este queda fijado. Se jala el martillo y el arma está lista para disparar.
Después de disparar los cartuchos, se accióna la palanca de apertura y el cañón bascula junto con el guardamanos. Esto acciona el extractor, que eyecta el cartucho vacío. El arma está lista para ser recargada.
El primer revólver con cañón basculante fue patentado en Francia y Gran Bretaña a fines de diciembre de 1858 por Devisme.

## Ventajas
El cañón basculante es una de las acciones de armas de fuego más compacta. Ya que no tiene piezas interconectadas, es más corta que los diseños de repetición y generalmente más compacta que el cerrojo levadizo y el cerrojo pivotante. Esto reduce su peso y tamaño en comparación a otras acciones; esto también permite montar un cañón más largo en un arma del mismo tamaño.
Como el extractor o eyector está incorporado en el conjunto del cañón basculante, la cara del cierre es simplemente una superficie plana con un agujero para permitir el paso del percutor. Esto hace que los cañones basculantes sean acciones ideales para armas con cañón intercambiable, tales como las pistolas Contender y Encore de Thompson Center Arms. La sencillez del diseño con cañón basculante, especialmente aquellos con martillos externos, también reduce el costo de fabricación. Hay varias empresas, como H & R Firearms, que producen fusiles con cañón basculante a precios menores que los de un fusil de cerrojo.
Mientras que la mayoría de armas son diseñadas para tiradores diestros, las armas con cañón basculante son ambidiestras.
Otra ventaja del cañón basculante es la capacidad de introducir cartuchos más largos en la recámara. Esto permite el empleo de cartuchos cuya longitud no sería práctica en otros diseños, así como facilitar el uso de adaptadores de calibre. Es usual encontrar adaptadores de calibre para escopetas de dos cañones, que les permiten disparar cartuchos de menor calibre y cartuchos de fusil, permitiendo que la misma arma dispare cartuchos del 10, del 28 y .410.

## Desventajas
El cañón basculante es más adecuado para armas de fuego monotiro. Para lograr múltiples disparos se necesitan varios cañones o el tambor de un revólver; mientras esto es bastante sencillo en las escopetas, siendo bastante usuales las escopetas de dos cañones e incluso están disponibles modelos de cuatro cañones como la FAMARS Rombo, los fusiles dobles necesitan un alineamiento muy preciso de sus cañones para que puedan disparar al mismo punto. Los fusiles dobles modernos son muy caros y están diseñados para usarse a corto alcance; con frecuencia sus cañones están ajustados para alcances menores a 91 m, para cazar animales peligrosos.
El desgaste del mecanismo se centra en la pequeña área de contacto del retén, haciendo que la recámara se cierre correctamente con dificultad una vez que el retén se ha desgastado. En algunas armas de fuego, como las pistolas Thompson Center, el retén es una pieza desmontable que puede ser reemplazada cuando se desgasta. En los modelos sin un retén reemplazable, éste puede ser arreglado reconstruyendo la pieza desgastada mediante soldadura, para luego limarla a su forma original.
Además, los cañones basculantes no son tan resistentes como otras acciones, solo siendo capaces de soportar presiones relativamente bajas. El cañón basculante es usualmente mantenido cerrado por un único tetón de cierre, generalmente debajo de este en un arma monotiro, o entre los cañones de un arma de dos cañones. El tetón de cierre debe resistir toda la fuerza generada por el disparo del cartucho. En el caso de las escopetas, que operan con presiones muy bajas, esto no es un problema.
Sin embargo, algunos cartuchos de fusil de percusión central pueden generar presiones que serían demasiado grandes para un solo tetón de cierre, si es que este no es lo suficientemente fuerte. La pistola Thompson Center Contender, por ejemplo, fue limitada a disparar cartuchos con la misma potencia del .30-30 Winchester. Para disparar cartuchos más potentes necesitaría un tetón de cierre mucho más grande, como el que Thompson Center usó en el modelo Encore. En comparación, mientras que las escopetas de cerrojo pueden emplear un solo tetón de acerrojado, casi todos los fusiles de cerrojo emplean múltiples tetones de acerrojado alrededor del perímetros del cerrojo para ofrecer una distribución uniforme de las fuerzas del disparo, otorgando una resistencia intrínseca mucho mayor. Ya que muchos fusiles de cañón basculante, como los baratos modelos de H&R, son construidos a partir de grandes armazones originalmente destinados para escopetas, su acción es muy pesada y capaz de soportar presiones medias y altas. Aun así, los cartuchos Magnum con resalte (como el .300 Winchester Magnum) solamente son empleados en los fusiles con cañón basculante de gama alta.
Las armas con cañón basculante funcionan mejor con cartuchos con pestaña, que pueden extraerse mediante un extractor macizo. Los cartuchos sin pestaña necesitan un extractor accionado por resorte, que se despliega para insertar un nuevo cartucho y se retrae para sujetar el entalle situado sobre el culote. Mientas que estos extractores accionados por resorte se encuentran hasta en los modelos baratos, este tipo de extractor no es tan fuerte como uno macizo, lo cual incrementa las probabilidades de producirse fallos en la extracción.